# اوست-نیوکژا
اوست-نیوکژا (به لاتین: Ust'-Nyukzha) یک منطقهٔ مسکونی در روسیه است که در استان آمور واقع شده‌است.